# Acacia verricula
Acacia verricula — вид квіткових рослин з родини бобових. Ареал: Австралія (Західна Австралія).

## Середовище
Росте на суглинних, піщаних або глинистих ґрунтах, які можуть бути досить гравійними.

## Біоморфологічна характеристика
Кущ зазвичай виростає до висоти від 0,5 до 3 м і має розлогу форму із запушеними смолистими гілочками. Філодії від голих до рідко запушених, мають нерівносторонню, вузьку, лінійно-еліптичну або зворотно-ланцетну форму, прямі або злегка вигнуті та мають два або три головні жилки, які іноді помітні. Суцвіття — одно- або двоголові китиці завдовжки від 1 до 6 мм. Кулясті квіткові голови в діаметрі від 4 до 5 мм і містять від 25 до 35 золотистих квіток. Голі, смолисті та блискучі стручки, що утворюються після цвітіння, здебільшого хвилясті та дугасті, у довжину до 5 см і вшир від 2 до 4 мм з поздовжньо розташованим насінням всередині. Блискуче коричневе насіння має еліптичну форму, завдовжки від 3 до 3,5 мм. 